# عملية النقب 2024
عمليه النقب أو عملية بئر السبع أو عملية اطلاق نار في بئر السبع عملية إطلاق نار وقعت في 6 تشرين الأول/أكتوبر 2024 في مدينة بئر السبع جنوب إسرائيل. أسفرت العملية عن مقتل إسرائيلية وإصابة ثلاثة عشر آخرين بجروح متفاوتة بين خطيرة ومتوسطة. المهاجم من سكان منطقة حورة في النقب ويحمل الجنسية الإسرائيلية. حدث إطلاق النار في المحطة المركزية في بئر السبع، حيث قام المهاجم بطعن شرطية وأخذ سلاحها وأطلق منه على المارة قبل أن تقتله الشرطة في الموقع. أدى الهجوم إلى استنفار قوات الأمن في المنطقة وإجراء تحقيقات مكثفة حول الحادث تأتي هذه العملية في ظل توترات مستمرة في المنطقة، مع تأكيدات من جهات أمنية إسرائيلية بأن الهجوم كان يهدف إلى إحداث ضرر واسع

## الهجوم
أعلنت الشرطة الإسرائيلية، الأحد، مقتل امرأة وإصابة آخرين في هجوم مسلح على محطة الحافلات المركزية في بئر السبع جنوب إسرائيل وذكر البيان «ورد بلاغ أولي عن اشتباه في وقوع عملية في المحطة المركزية في بئر السبع، حيث أفيد بحدوث إطلاق نار أسفر عن عدد من الإصابات. تم تحييد المخرب في الموقع، وتتواجد قوات شرطة من لواء الجنوب في المكان للتحقيق في الحادث وقالت خدمة الإسعاف إن المهاجم قُتل

## المنفذ
أحمد سعيد سليمان العقبي، وهو بدوي يبلغ من العمر 29 عامًا من قرية عقبي غير المعترف بها بالقرب من حورة ، وله سجل إجرامي وكان على صلة بمنفذ إطلاق النار في محطة حافلات بئر السبع عام 2015 ، مهند العقبي

## انظر ايضا
- عملية قطارات يافا 2024
- عملية ترقوميا 2024
- عملية دير إبزيع